# 기타13조히가시역
기타13조히가시역(일본어: 北13条東駅)은 일본 홋카이도 삿포로시 히가시구에 위치한 삿포로 시영 지하철의 역이다.
도호 선에서는 유일하게 역명에 아라비아 숫자가 들어간 역으로 이것은 전국적으로도 드물며 "기타"와 "히가시"라는 방위명이 2개나 들어간 역명이기도 하다.

## 역 구조
기타13조키타고 대로변의 하부에 있다. 2면 2선의 상대식 승강장이다.
출입구는 2곳이 있고 지상으로 연결되는 엘리베이터는 1번 출입구에 있다.

### 타는 곳
| 1 | 도호 선 | 삿포로・오도리・후쿠즈미 방면       |
| 2 | 도호 선 | 히가시쿠야쿠쇼마에・사카에마치 방면 |

## 이용 현황
삿포로 시 교통국의 조사에 따르면 2015년도 1일 평균 승차 인원은 3,658명이다.
도호 선의 역에서는 최소이다. 이전에는 시영 지하철 전체에서 최소였고 2014년도에 지에이타이마에 역을 넘어섰다.
최근 1일 평균 승차 인원의 추이는 다음과 같다.
| 연도 | 1일 평균 승차 인원 |
| ---- | ------------------ |
| 2003 | 2,748              |
| 2004 | 2,836              |
| 2005 | 3,011              |
| 2006 | 3,136              |
| 2007 | 3,097              |
| 2008 | 3,109              |
| 2009 | 3,061              |
| 2010 | 3,145              |
| 2011 | 3,215              |
| 2012 | 3,381              |
| 2013 | 3,523              |
| 2014 | 3,637              |
| 2015 | 3,658              |

## 역 주변
- 삿포로 시 교통국 지하철 난보쿠 선 기타12조 역
- 국도 제5호선
- 기타코 도시 센터
- 히가시 경찰서 기타추오 파출소
- 삿포로 기타12조 우체국
- 텐시 대학
- 텐시 병원
- 삿포로 시립 기타9조 초등학교
- 삿포로 호쿠토 고등학교
- 후지 학원
  - 후지 여자 대학
  - 후지 여자 중・고등 학교
- 홋카이도 중앙버스 "기타13조히가시 1초메" 정류장

## 역사
- 1988년 12월 2일: 사카에마치 ~ 호스이스스키노 역간 개통에 따라 영업 개시.
  - 개업 전의 가칭은 "기타13조 역"이었다.[1]
- 2017년 1월 24일: 스크린도어 사용 개시.

## 사진

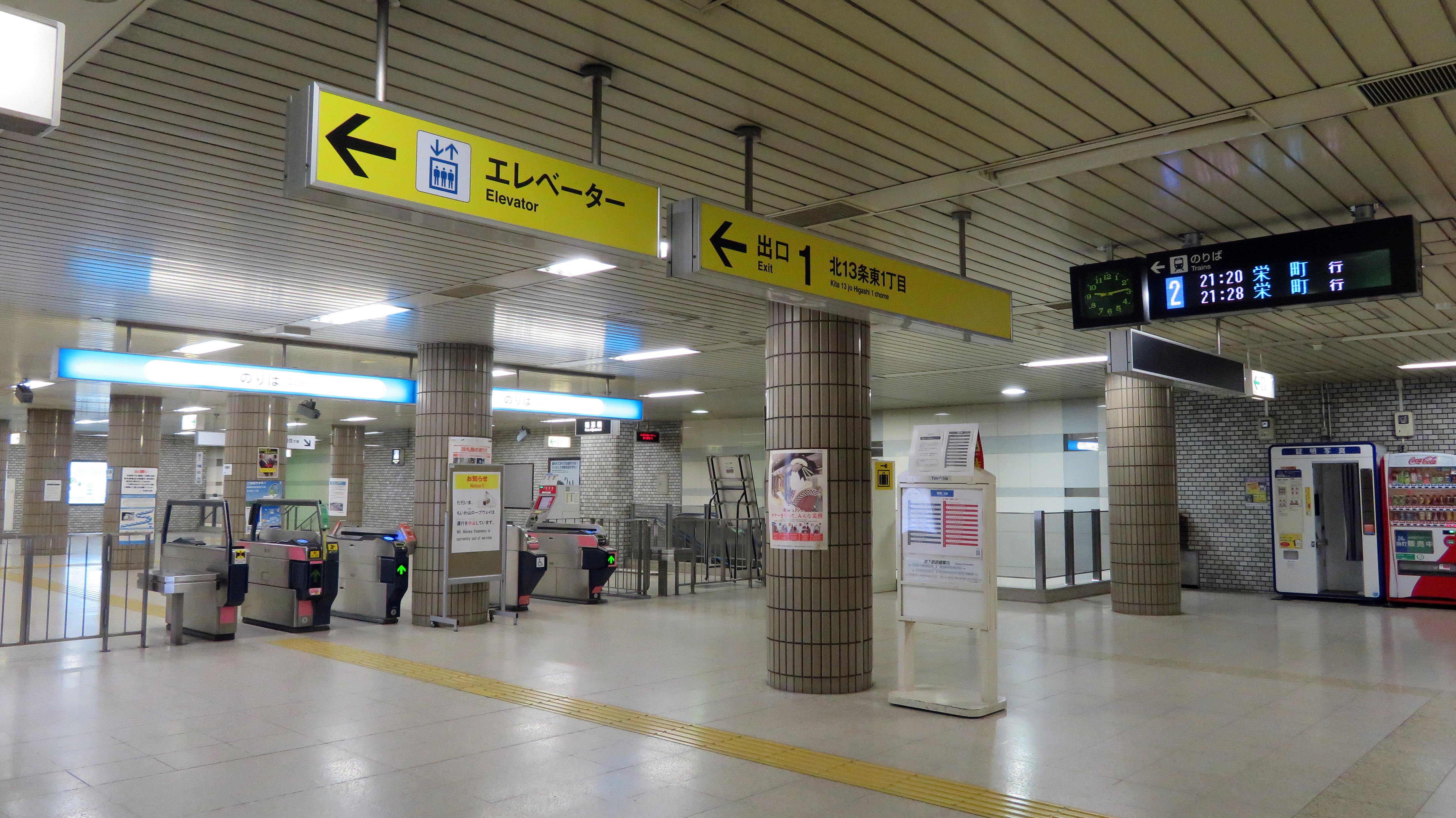
개찰구
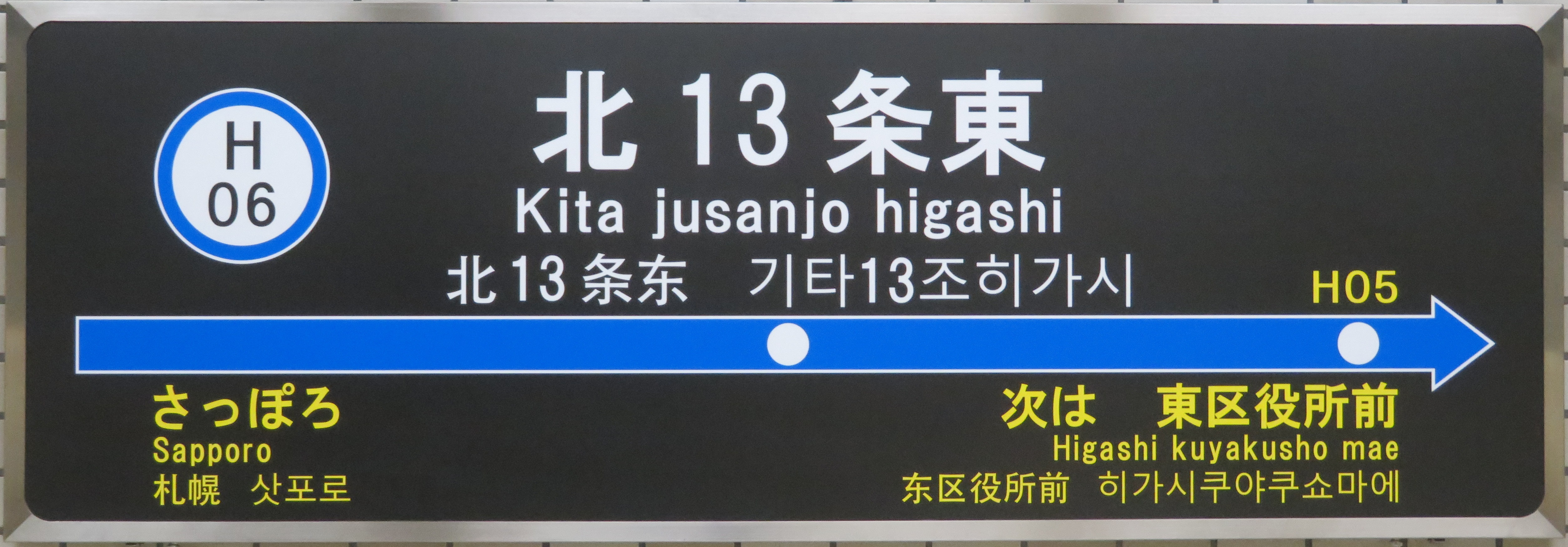
역명판

## 인접역
| 삿포로 시 교통국 지하철 도호 선        | 삿포로 시 교통국 지하철 도호 선 | 삿포로 시 교통국 지하철 도호 선 |
| -------------------------------------- | ------------------------------- | ------------------------------- |
| H05 히가시쿠야쿠쇼마에 사카에마치 방면 | ● 도호 선                       | H07 삿포로 후쿠즈미 방면        |